# Just What Bobby Wanted
Just What Bobby Wanted è un cortometraggio muto del 1917. Il nome del regista non viene riportato nei credit del film.

## Produzione
Il film fu prodotto dalla Vitagraph Company of America.

## Distribuzione
Il film - un cortometraggio in una bobina - uscì nelle sale cinematografiche statunitensi distribuito dalla Greater Vitagraph (V-L-S-E),